# Pristimantis acerus
Espèce
Synonymes
- Eleutherodactylus acerus Lynch & Duellman, 1980

Statut de conservation UICN

 EN B1ab(iii) : En danger
Pristimantis acerus est une espèce d'amphibiens de la famille des Craugastoridae.

## Répartition
Cette espèce est endémique de la province de Napo en Équateur. Elle se rencontre entre 2 660 et 2 750 m d'altitude dans la cordillère Orientale.

## Description
L'holotype de Pristimantis acerus, une femelle adulte, mesure 45,1 mm. Cette espèce a le dos noir ou gris foncé. Sa face ventrale est gris foncé ou brun grisâtre sombre. La gorge du mâle est brun crème. Son iris est brun roux sombre.

## Publication originale
- Lynch & Duellman, 1980 : The Eleutherodactylus of the Amazonian slopes of the Ecuadorian Andes (Anura: Leptodactylidae). Miscellaneous Publication, Museum of Natural History, University of Kansas, vol. 69, p. 1-86 (texte intégral).